# Жеро III д’Арманьяк
Жеро́ III (фр. Géraud III d'Armagnac; ок. 1100—1160) — граф д’Арманьяк с 1110 г., граф де Фезансак, сын графа д’Арманьяк Бернара III и Альпаисы де Тюренн.

## Биография
При Жеро III начались распри с архиепископами Оша за власть в регионе, которые его сын, Бернар IV, продолжил вооруженным путём.
Ок. 1119 г. он женился на Адальмюр (или Аниселле, или Азельме), (†1140 или 1160), дочери и наследнице Астанова II, графа де Фезансака, умершего в Крестовом походе, и вдове Бернара III, графа де Бигора.
Смерть графини Беатриссы, дочери графини Адальмюр де Фезансак от первого брака ок. 1140 г., сделала сына Жеро III единственными законным наследником графства Фезансак, составляющего некогда единое целое с Арманьяком. И с этого времени оба графства больше не разделялись
От брака Жеро III с графиней Адальмюр родились:
- Бернар IV (ум. 1193), граф д’Арманьяк и де Фезансак.
- Маскароза, с 1150 жена Одона I де Ломаня, сеньора де Фимаркона. Предположительно, они стали родоначальниками второго дома графов д’Арманьяк.

Многие исследователи, в том числе и отец Ансельм, считали, что после 1140 г., потеряв жену, Жеро III женился вторично на Аниселле, дочери Одона, виконта де Ломаня. Их сын Одон стал не только родоначальником нового дома виконтов де Ломань, но и второго дома графов д’Арманьяк